# Hrabstwo Pima

Piramida wieku hrabstwa

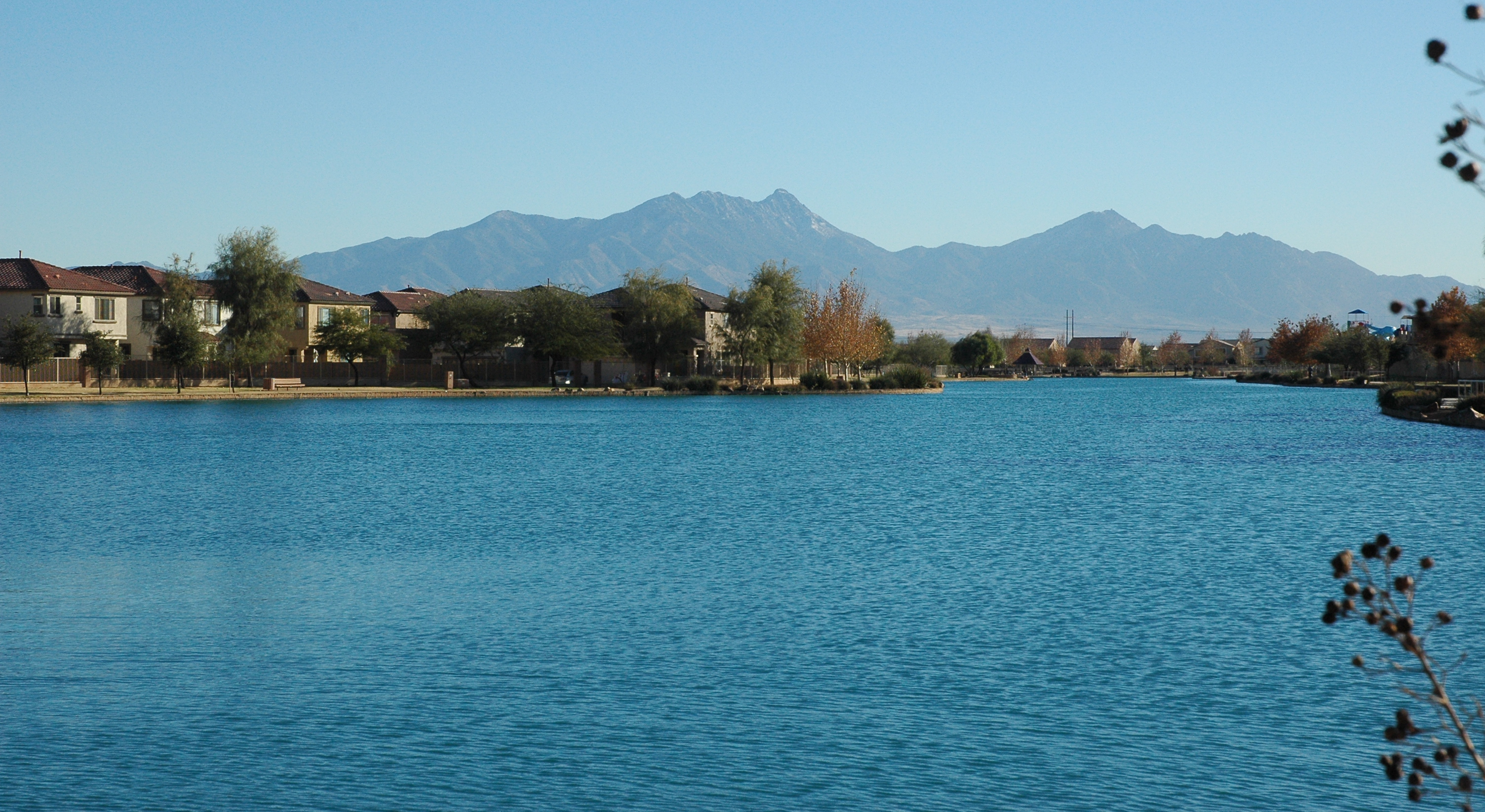
Jezioro Sahuarita

Hrabstwo Pima – hrabstwo w USA, w południowej części stanu Arizona. W roku 2023, liczba mieszkańców wyniosła 1 063 162. Stolicą jest Tucson, którego obszar metropolitalny skupia większość populacji hrabstwa. Drugie najbardziej zaludnione hrabstwo stanu, po sąsiednim hrabstwie Maricopa.
Znajdują się tutaj Park Narodowy Saguaro, Pomnik Narodowy Kaktusów Organowych i Baza Sił Powietrznych Davis-Monthan.

## Historia
Hrabstwo nazwano na cześć Indian z plemienia Pima. Jest jednym z czterech pierwszych hrabstw powstałego w 1864 roku Terytorium Arizony. Znajdowało się w granicach Zakupu Gadsdena – terenach Meksyku zakupionych w 1853 roku przez USA. Wówczas hrabstwo Pima zajmowało niemal całe południe – pomiędzy rzekami Kolorado i Gila aż do granicy z Terytorium Nowego Meksyku. Z czasem wyodrębniły się hrabstwa: Cochise, Graham i Santa Cruz.

## Geografia
Całkowita powierzchnia wynosi 23 799 km² z tego 7 km² stanowi woda. Najwyższym szczytem jest Mount Lemmon (2795 m n.p.m.).

### Sąsiednie hrabstwa
- Hrabstwo Yuma – zachód
- Hrabstwo Maricopa – północ
- Hrabstwo Pinal – północ
- Hrabstwo Graham – północny wschód
- Hrabstwo Cochise – wschód
- Hrabstwo Santa Cruz – południowy wschód
- granica państwowa z Meksykiem – południe

### Miejscowości
- Marana
- Oro Valley
- South Tucson
- Tucson
- Sahuarita

### CDP
- Avra Valley
- Ajo
- Ak Chin
- Ali Chuk
- Ali Chukson
- Ali Molina
- Anegam
- Arivaca
- Arivaca Junction
- Casas Adobes
- Corona de Tucson
- Cowlic
- Catalina
- Catalina Foothills
- Charco
- Chiawuli Tak
- Comobabi
- Drexel Heights
- Elephant Head
- Flowing Wells
- Gu Oidak
- Green Valley
- Haivana Nakya
- Ko Vaya
- Littletown
- Maish Vaya
- Nelson
- Nolic
- Pimaco Two
- Picture Rocks
- Pisinemo
- Rillito
- Rincon Valley
- San Miguel
- Santa Rosa
- Sells
- South Komelik
- Summerhaven
- Summit
- Topawa
- Three Points
- Tucson Estates
- Tanque Verde
- Vail
- Valencia West
- Ventana
- Wahak Hotrontk
- Why

## Demografia
W 2022 roku, w hrabstwie 84,2% mieszkańców stanowiła ludność biała (50,1% nie licząc Latynosów), 4,5% to byli czarnoskórzy Amerykanie lub Afroamerykanie, 4,4% rdzenna ludność Ameryki, 3,4% Azjaci, 3,3% miało rasę mieszaną i 0,3% pochodziło z wysp Pacyfiku. Latynosi stanowili 38,5% ludności hrabstwa.
Do największych grup należą osoby pochodzenia meksykańskiego (33,7%), niemieckiego (12,8%), angielskiego (9,5%), irlandzkiego (8,8%), włoskiego (4%) i „amerykańskiego” (3,3%).

## Polityka
Hrabstwo jest przeważająco demokratyczne, gdzie w wyborach prezydenckich w 2020 roku, 58,6% głosów otrzymał Joe Biden i 39,9% przypadło dla Donalda Trumpa. 